# Hugo Weaving
Hugo Weaving est un acteur australo-britannique né le 4 avril 1960 à Ibadan (Colonie et protectorat du Nigeria).
Il est notamment connu pour ses participations dans de grosses productions telles que la trilogie Matrix (1999-2003) des Wachowski dans laquelle il interprète l'agent Smith, les trilogies Le Seigneur des anneaux (2001-2003) et Le Hobbit (2012-2014) de Peter Jackson dans lesquelles il interprète l'elfe Elrond, le film Captain America: First Avenger (2011) dans lequel il interprète Johann Schmidt / Crâne rouge, ou encore, les trois premiers films Transformers (2007-2013) de Michael Bay, dans lesquels il prête sa voix à l'antagoniste principal, Mégatron.
Il est aussi connu pour avoir interprété l'anarchiste V dans V pour Vendetta (2006) du comics homonyme (1982-1989) d'Alan Moore et de David Lloyd.

## Biographie

### Enfance
Né au Nigeria de parents britanniques, Hugo Weaving passe une enfance nomade en raison du métier de son père, qui travaille pour une multinationale informatique. Ses parents reviennent en Angleterre quand il a un an, à Bedford puis Brighton, puis résident en Australie, en Afrique du Sud et à nouveau en Angleterre, à Bristol. En 1976, il retourne en Australie, à Sydney, avec ses parents, mais ceux-ci divorcent peu après. En 1981, il sort diplômé du National Institute of Dramatic Art de Sydney.

### Carrière
Il commence une carrière à la télévision et au théâtre, avec la Sydney Theatre Company. Il obtient son premier rôle important à la télévision en 1984 dans la mini-série Bodyline, où il interprète le joueur de cricket Douglas Jardine.
Il fait ensuite ses premières armes au cinéma dans des films australiens, jouant notamment dans Proof, rôle pour lequel il est primé par l'Australian Film Institute en 1991. Il acquiert une certaine notoriété avec son rôle de drag queen dans Priscilla, folle du désert (1994) et prête sa voix à Rex le chien de berger dans Babe, le cochon devenu berger (1995). En 1998, il est à nouveau récompensé pour son rôle dans The Interview. La consécration vient des États-Unis en 1999 grâce aux Wachowski, qui le choisissent pour incarner le légendaire Agent Smith dans Matrix. Le grand public découvre Hugo Weaving face à Keanu Reeves dans ce grand succès populaire et ses suites, Matrix Reloaded puis Matrix Revolutions (2003). Dans Matrix Reloaded, il apparaît multiplié à l'écran par la magie des effets spéciaux.
Sa carrière prend désormais un nouveau tournant depuis que le cinéma américain le réclame. Il enchaîne avec une nouvelle série de blockbusters en incarnant l'elfe Elrond dans la trilogie du Seigneur des anneaux. Ce nouveau succès planétaire n'empêche pas Hugo Weaving d'apparaître dans des productions plus modestes, comme Peaches et Little Fish, qui marquent ses retrouvailles avec le cinéma indépendant australien. En 2005, il est aussi récompensé pour sa performance théâtrale dans Hedda Gabler.

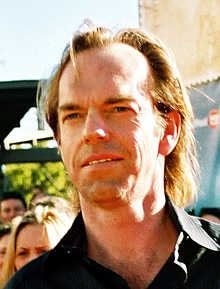
Hugo Weaving à la première de Le Seigneur des anneaux : Le Retour du roi en décembre 2003.

L'année suivante, Hugo Weaving retrouve les Wachowski dans V pour Vendetta, dont elles ont signé le scénario. Il y incarne le rôle principal, celui du justicier masqué V, remplaçant au pied levé l'acteur James Purefoy qui a abandonné le tournage au bout de six semaines en raison des difficultés qu'il éprouve à porter le masque de V. En 2007, il prête sa voix à Mégatron dans Transformers puis à nouveau dans les deux suites données au film.
En 2009, il joue dans le film fantastique de Joe Johnston, Wolfman, en compagnie de Benicio del Toro et Anthony Hopkins, avant de participer au doublage du film d'animation de Zack Snyder, Le Royaume de Ga'hoole. Après avoir interprété Crâne rouge dans Captain America: First Avenger(2011), une nouvelle fois en collaboration avec Joe Johnston, il retrouve le théâtre et Cate Blanchett avec la reprise de la pièce Oncle Vania. À cette occasion, il explique qu'il préfère jouer dans des superproductions sous un masque ou du maquillage car cela lui permet d'éviter d'être reconnu et de préserver ainsi sa vie privée.
En 2012, il reprend le rôle de l’elfe Elrond, et apparaît dans les premier et troisième films de la trilogie du Hobbit, réalisé par Peter Jackson. Il retrouve la même année les Wachowski dans Cloud Atlas, film dans lequel il interprète six rôles différents, et joue au théâtre dans une adaptation des Liaisons dangereuses où il interprète le vicomte de Valmont. Entre les 5 et 16 juin 2013, il est président du jury du Festival du film de Sydney 2013.
Il incarne également le personnage de Frank Harkness, antagoniste principal de la 4ème saison de Slow Horses, série d'espionnage thriller produite par AppleTV à partir de 2022, aux côtés de Gary Oldman et Jack Lowden.

### Vie privée
À l'âge de 13 ans, il a été diagnostiqué épileptique. Il réside à Sydney. Il vit avec Katrina Greenwood depuis 1981 et a deux enfants, Harry (né en 1989) et Holly (née en 1993). Il milite pour Voiceless, une organisation australienne qui défend les droits des animaux.

## Filmographie

### Cinéma
- 1981 : …Maybe This Time de Chris McGill : étudiant 2
- 1983 : The City's Edge de Ken Quinnell : Andy White
- 1986 : Dakota Harris de Colin Eggleston : un voyou
- 1986 : For Love Alone de Stephen Wallace : Johnathan Crow
- 1987 : The Right Hand Man de Di Drew : Ned Devine
- 1990 : Wendy Cracked a Walnut de Michael Pattinson : Jake
- 1991 : Proof de Jocelyn Moorhouse : Martin
- 1993 : Reckless Kelly de Yahoo Serious : Sir John
- 1993 : Frauds de Stephan Elliott : Jonathan Wheats
- 1993 : The Custodian de John Dingwall : Inspecteur Church
- 1994 : Priscilla, folle du désert (The Adventures Of Priscilla, Queen Of The Desert) de Stephan Elliott : Tick / Mitzi
- 1994 : Exile de Paul Cox : Innes
- 1995 : Babe, le cochon devenu berger (Babe, the Galant Pig) de Chris Noonan : Rex (voix)
- 1997 : True Love and Chaos de Stavros Kazantzidis : Morris
- 1998 : Des chambres et des couloirs (Bedrooms and Hallways) de Rose Troche : Jeremy
- 1998 : The Interview de Craig Monahan : Eddie Rodney Fleming
- 1998 : Babe 2, le cochon dans la ville (Babe 2: Pig in the City) de George Miller : Rex (voix)
- 1999 : Matrix des Wachowski : Agent Smith
- 1999 : Strange Planet d'Emma-Kate Croghan : Steven
- 2000 : Le Gâteau magique (The Magic Pudding) de Karl Zwicky : Bill Barnacle (voix)
- 2001 : Le Vieux qui lisait des romans d'amour (The Old Man Who Read Love Stories) de Rolf de Heer : Rubicondo
- 2001 : Russian Doll de Stavros Kazantzidis : Harvey
- 2001 : Le Seigneur des anneaux : La Communauté de l'anneau (The Fellowship of the Ring) de Peter Jackson : Elrond
- 2002 : Le Seigneur des anneaux : Les Deux Tours (The Two Towers) de Peter Jackson : Elrond
- 2003 : Horseplay de Stavros Kazantzidis : le narrateur (voix)
- 2003 : Matrix Reloaded des Wachowski : Agent Smith
- 2003 : Matrix Revolutions des Wachowski : Agent Smith
- 2003 : Le Seigneur des anneaux : Le Retour du roi (The Return of the King) de Peter Jackson : Elrond
- 2004 : Peaches de Craig Monahan : Alan
- 2005 : Little Fish de Rowan Woods : Lionel
- 2006 : V pour Vendetta (V for Vendetta) de James McTeigue : V
- 2006 : Happy Feet de George Miller : Noah le sage (voix)
- 2007 : Transformers de Michael Bay : Mégatron (voix)
- 2008 : The Tender Hook de Jonathan Ogilvie : McHeath
- 2009 : Last Ride de Glendyn Ivin : Kev
- 2009 : Transformers 2 : La Revanche (Transformers : Revenge of the Fallen) de Michael Bay : Mégatron (voix)
- 2010 : Wolfman (The Wolfman) de Joe Johnston : Abberline
- 2010 : Le Royaume de Ga'hoole (Legend of the Guardians: The Owls of Ga'Hoole) de Zack Snyder : Noctus / Grimble (voix)
- 2010 : Oranges and Sunshine de Jim Loach : Jack
- 2011 : The Key Man de Peter Himmelstein : Vincent
- 2011 : Transformers 3 : La Face cachée de la Lune (Transformers: Dark of the Moon) de Michael Bay : Mégatron (voix)
- 2011 : Captain America: First Avenger (Captain America: The First Avenger) de Joe Johnston : Johann Schmidt / Crâne rouge
- 2011 : Happy Feet 2 : Noah le sage (voix)
- 2012 : Cloud Atlas de Tom Tykwer et les Wachowski : Haskell Moore / Tadeusz Kesselring / Bill Smoke / L'Infirmière Noakes / Mephi, Membre du Conseil / Vieux Georgie
- 2012 : Le Hobbit : Un voyage inattendu (The Hobbit: An Unexpected Journey) de Peter Jackson : Elrond
- 2013 : Mystery Road d'Ivan Sen : Johnno
- 2013 : The Turning de David Wenham : Bob Lang
- 2014 : The Mule : Tom Croft
- 2014 : Healing : Matt Perry
- 2014 : Le Hobbit : La Bataille des Cinq Armées de Peter Jackson : Elrond
- 2015 : Strangerland de Kim Farrant : Detective David Rae
- 2015 : Haute Couture (The Dressmaker) de Jocelyn Moorhouse : Sergent Farrat
- 2016 : Tu ne tueras point (Hacksaw Ridge) de Mel Gibson : Tom Doss
- 2018 : The Renegade (Black '47) de Lance Daly : Hannah
- 2018 : Mortal Engines de Christian Rivers : Thaddeus Valentine
- 2021 : Lone Wolf de Jonathan Ogilvie
- 2022 : Loveland (Expired) d'Ivan Sen : Dr. Bergman
- 2023 : The Royal Hotel de Kitty Green : Billy
- 2023 : The Rooster de Mark Leonard Winte : l'ermite

### Télévision
- 1984 : Bodyline (mini-série) : Douglas Jardine
- 1988 : The Dirtwater Dynasty (mini-série) : Richard Eastwick
- 1988 : Dernier Voyage en Malaisie (Dadah Is Death) (téléfilm) : Geoffrey Chambers
- 1989 : Bangkok Hilton (mini-série) : Richard Carlisle
- 1993 : Seven Deadly Sins (mini-série) : Lust
- 1995 : Bordertown (mini-série) : Kenneth Pearson
- 1996 : Naked: Stories of Men (série télévisée, saison 1 épisode 1) : Martin Furlong
- 1996 : The Bite (mini-série) : Jack Shannon
- 1997 : Frontier (mini-série) : Gouverneur Arthur
- 1998 : Halifax f.p. (série télévisée, saison 1 épisode 11) : Det. Sgt. Tom Hurkos
- 2003 : After the Deluge (téléfilm) : Martin 'Marty' Kirby
- 2010 : Rake (série télévisée, saison 1 épisode 1) : le professeur Graham Murray
- 2017 : Les 7 vérités (série télévisée) : Dr Alex Klima
- 2018 : Patrick Melrose (mini-série) : David Melrose
- 2024 : Slow Horses : Frank Harness  (saison 4)

### Jeux vidéo
- 2002 : Le Seigneur des anneaux : Les Deux Tours : Elrond (voix originale)
- 2003 : Enter the Matrix : Agent Smith (voix originale)
- 2005 : The Matrix: Path of Neo : Agent Smith (voix originale)
- 2006 : Le Seigneur des anneaux : La Bataille pour la Terre du Milieu II : Elrond (voix originale)
- 2006 : Le Seigneur des anneaux : La Bataille pour la Terre du Milieu II - L'Avènement du Roi-Sorcier : Elrond (voix originale)
- 2012 : Lego Le Seigneur des anneaux : Elrond (voix originale)
- 2014 : Lego Le Hobbit : Elrond (voix originale)

### Clips
- 2022 : Heavy - Flight Facilities feat. Your Smith

## Distinctions
Cette section récapitule les principales récompenses et nominations obtenues par Hugo Weaving. Pour une liste plus complète, se référer à l'Internet Movie Database.

### Récompenses
- Australian Film Institute Awards 1991 : Meilleur acteur pour Proof
- Australian Film Institute Awards 1998 : Meilleur acteur pour The Interview
- Festival des films du monde de Montréal 1998 : meilleur acteur pour The Interview
- Australian Film Institute Awards 2005 : Meilleur acteur pour Little Fish
- Australian Academy of Cinema and Television Arts Awards 2012 : Meilleur acteur dans un second rôle pour Oranges and Sunshine

### Nominations
- Australian Film Institute Awards 1994 : Meilleur acteur pour Priscilla, folle du désert
- Australian Film Institute Awards 2004 : Meilleur acteur dans un second rôle pour Le Vieux qui lisait des romans d'amour
- Australian Film Institute Awards 2006 : Meilleur acteur pour V pour Vendetta
- Australian Film Institute Awards 2009 : Meilleur acteur pour Last Ride
- Satellite Awards 2011 : Meilleur acteur dans un second rôle pour Oranges and Sunshine
- Australian Academy of Cinema and Television Arts Awards 2014 : Meilleur acteur pour The Turning

## Voix francophones
En France, Féodor Atkine est la voix française régulière de Hugo Weaving. Il l'a doublé dans les deux trilogies de La Terre du Milieu, Le Seigneur des anneaux et Le Hobbit, V pour Vendetta ou encore pour ses multiples rôles dans Cloud Atlas. Vincent Grass l'a doublé dans la trilogie Matrix et Julien Kramer dans les trois premiers films de la franchise Transformers. À titre exceptionnel, il a notamment été doublé par Bernard Alane dans Priscilla, folle du désert, Vincent Violette dans Des chambres et des couloirs, Mathias Kozlowski dans Proof, Éric Herson-Macarel dans Wolfman, ou encore Stéphane Bazin dans la mini-série Les Sept Vérités. En 2024, il est doublé par Paul Borne dans Slow Horses.
Au Québec, plusieurs comédiens ont doublé l'acteur. Parmi les plus fréquents, il y a Vincent Davy et Patrice Dubois qui l'ont doublé à quatre reprises chacun.
Versions françaises
- Féodor Atkine dans les trilogies Le Seigneur des anneaux et Le Hobbit, V pour Vendetta, Captain America: First Avenger, Cloud Atlas, Mortal Engines[8], etc.
- Vincent Grass dans la trilogie Matrix[8], etc.

Versions québécoises
Note : La liste indique les titres québécois.
- Vincent Davy dans les films Transformers et Cartographie des nuages[9]
- Patrice Dubois dans la trilogie Matrix[9]